# Vilarinho de Agrochão
Vilarinho de Agrochão is een plaats (freguesia) in de Portugese gemeente Macedo de Cavaleiros en telt 269 inwoners (2001).